# رجال الظل
رجال الظل هو مسلسل تلفزيوني عراقي بث على القنوات العراقية في النصف الثاني من التسعينات (أيام نظام الرئيس الراحل صدام حسين) (في عام 1996)

## قصة العمل
تتركز قصته حول جهاز المخابرات العراقية الذي يلقبهم عنوان المسلسل بـ«رجال الظل».
تدور احداث المسلسل حول عراقي تحاول المخابرات الإسرائيلية استغلاله لجمع معلومات عن الحكومة العراقية، فيلجئ إلى المخابرات العراقية لطلب المساعدة منهم لاخراجه من المازق الذي هو فيه، فيعمل (رجال الظل) المتمثلين بالمخابرات العراقية بصورة متخفيه على مساعدته في جمع معلومات معاكسة وإخراجه من مايحيطة من اخطار بسلامته. تجري احداث المسلسل في كل من العاصمة العراقية بغداد وباريس وتل أبيب، لم يعد يعرض هذا المسلسل بعد عام 2003 مثله مثل الكثير من المسلسلات التي منعت بسبب استحواذ اعداء وخصوم الرئيس الراحل «صدام حسين» على دفة الحكم.

## إعادة عرضه
عام 2020 قامت شركة رد تيم التي يملكها المنتج الأردني الدكتور زيد المومني  بشراء حقوق الملكية للمسلسل الذي يتكون من 27 حلقة، واعادة عرضه على يوتيوب ليتمكن الجميع من مشاهدته، رغم ان عدة جهات عرضت ان تشتريه بمبالغ خيالية.

## الممثلون
- حسن حسني
- إيناس طالب
- تمارا محمود
- آلاء شاكر
- يوسف العاني
- سامي عبد الحميد
- بهجت الجبوري
- سامي قفطان
- سعدية الزيدي
- مقداد عبد الرضا
- عبير فريد
- رياض شهيد
- هديل كامل
- عبد الستار البصري
- عواطف السلمان
- ماجدة السعدي
- عبد القادر الحلبي
- إنعام الربيعي
- محمود أبو العباس
- حياة حيدر

## أماكن التصوير
تم تصوير العمل في باريس وبغداد وإظهار العاصمة الفرنسية على أنها تل أبيب.

## الإخراج
المسلسل من إخراج العراقي  صلاح كرم

## الموسيقى التصويرية
ألّف الموسيقى التصويرية للمسلسل الموسيقار العراقي رائد جورج والتي فازت بالجائزة الذهبية في مهرجان السينما والمسرح في القاهرة عام  1997.